# قائمة زملاء الجمعية الملكية المنتخبين في 1669
هذه الصفحة تعرض قائمة زملاء الجمعية الملكية المُنتخبين لعام 1669.

## الزملاء
1. Georg Stiernhielm [الإنجليزية]‏
2. مارتشيلو ملبيغي
3. Silius Titus [الإنجليزية]‏
4. Anthony Horneck [الإنجليزية]‏